# Макаровский, Борис Дмитриевич
Борис Дмитриевич Макаровский (15.08.1890 - не ранее 1947) — советский военно-морской деятель, инженерный работник, начальник отдела проводной связи научно-исследовательского морского института связи, инженер-капитан 1-го ранга (1940).

## Биография
Родился в селе Троицкое Новохоперского района Воронежской области 15 августа 1890 года. В 1916 году окончил электромеханическое отделение Петроградского политехнического института (ЦГИА СПБ, ф. 478, Оп. 3, д. 4026). В 1917 начальник отдела связи на Ладожском озере. Летом 1938 после принятия «специальных мер» арестованный А. И. Берг в протоколе допроса назвал Б. Д. Макаровского своим пособником во вредительской деятельности. В 1939 начальник 7-го отдела НИМИС РКВМФ. Участник Великой Отечественной войны. Службу проходил в научно испытательном морском институте связи и телемеханики ВМФ (мор. НИИ связи и телемеханики ВМФ). Награждён орденом Ленина, орденом Красного Знамени, орденом Трудового Красного Знамени, медалью "За Победу над Германией в Великой Отечественной войне 1941-1945 гг." С 16.о5.1947 года в отставке.

### Звания
- Мичман;
- Инженер-флагман 3-го ранга (21 декабря 1939).[2][3]
- Инженер-капитан 1-го ранга (8 июня 1940).[4]

## Публикации
- Оборудование ручных телефонных станций (средней ёмкости) [Текст] : Пособие для сержант. и старшин. состава береговых частей ВМФ / Инж.-капитан 1-го ранга Б. Д. Макаровский, инж. Е. И. Семенов ; Нар. ком. Воен.-Мор. Флота СССР, Упр. связи. - Москва ; Ленинград : Военмориздат, 1944 (М.). - 112 с., 2 л. схем. : ил., черт.; 22 см.